# Río Teuco
Río Teuco är en flod i Argentina  belägen i den norra delen av landet, 1 000 km norr om huvudstaden Buenos Aires. Den mynnar ut i Bermejofloden.
I omgivningen kring Río Teuco växer huvudsakligen savannskog och området är det mycket glesbefolkat, med 2 invånare per kvadratkilometer.